# Enrique López Zarza
Enrique López Zarza (25 d'octubre de 1957) és un exfutbolista mexicà i entrenador.

## Selecció de Mèxic
Va formar part de l'equip mexicà a la Copa del Món de 1978.